# 塔米卡·卡钦斯
塔米卡·德冯娜·卡钦斯（英語：Tamika Devonne Catchings，1979年7月21日—），美国前女子职业篮球运动员，曾为WNBA的印第安纳狂热队效力15个赛季。卡钦斯曾赢得1个WNBA冠军（2012年），1个WNBA最有价值球员（2011年），1个WNBA总决赛最有价值球员（2012年），5个WNBA年度最佳防守球员奖（2005年，2006年，2009年，2010年，2012年），4枚奥运金牌奖牌（2004年，2008年，2012年，2016年），以及WNBA年度最佳新秀奖（2002年）。 她还10次入选WNBA全明星阵容，12次入选WNBA最佳阵容，12次入选WNBA最佳防守阵容。2011年，卡钦斯被球迷评选为WNBA历史15大球员之一 。

## 延伸阅读
- Farrington, Lisa. . christianaudio. 2011  [2019-04-19]. （原始内容存档于2020-06-02）.
- Zerbonia, Ralph. . Detroit Michigan: Gale Research Inc. 2004  [2019-04-19]. （原始内容存档于2020-06-02）.